# Manal Kamilia Hadj Saïd
Manal Kamilia Hadj Saïd, née le 30 novembre 1992, est une karatéka algérienne pratiquant le kata.

## Carrière
Manal Kamilia Hadj Saïd remporte la médaille d'argent en kata individuel  et en kata par équipe aux Championnats d'Afrique de karaté 2010 au Cap ; elle est la même année cinquième des Championnats du monde de karaté 2010 à Belgrade.
En 2011, elle obtient la médaille d'argent individuelle et la médaille d'or par équipe aux Jeux africains à Maputo et la médaille d'or individuelle et la médaille d'argent par équipe aux Jeux panarabes à Doha.
Médaillée d'argent en kata par équipes aux Championnats du monde universitaires de 2012 à Bratislava, Manal Kamilia Hadj Saïd obtient également la médaille d'argent en kata par équipes aux Jeux de la solidarité islamique à Palembang en 2013.
Elle est médaillée d'or en kata individuel et par équipes aux Jeux africains de 2015 à Brazzaville ainsi qu'aux Championnats d'Afrique de karaté 2017 à Yaoundé . Elle se classe septième des Jeux mondiaux de 2017 à Wrocław.
Elle remporte la médaille de bronze aux Championnats d'Afrique de karaté 2019 à Gaborone.
Elle est médaillée d'argent en kata par équipes et médaillée de bronze en kata individuel aux Jeux africains de plage de 2019 à Sal.
Aux Jeux africains de 2019 à Rabat, elle est médaillée de bronze en kata individuel et en kata par équipes.
Elle est médaillée d'or en kata individuel et par équipes aux Championnats d'Afrique de karaté 2020 à Tanger.
Elle remporte la médaille d'argent en kata individuel et  par équipe lors des Championnats d'Afrique de karaté 2021 au Caire.

## Palmarès
| Année | Compétition                                            | Lieu        | Résultat | Catégorie        |
| ----- | ------------------------------------------------------ | ----------- | -------- | ---------------- |
| 2009  | 6e Championnats d'Afrique cadets et juniors            | Alger       | 1re      | Kata individuel  |
| 2009  | 6e Championnats d'Afrique cadets et juniors            | Alger       | 1re      | Kata par équipes |
| 2009  | Championnats du monde de karaté juniors et cadets 2009 | Rabat       | 1re      | Kata par équipes |
| 2010  | Championnats d'Afrique                                 | Le Cap      | 2e       | Kata individuel  |
| 2010  | Championnats d'Afrique                                 | Le Cap      | 2e       | Kata par équipes |
| 2010  | Championnats du monde de karaté 2010                   | Belgrade    | 5e       | Kata individuel  |
| 2010  | 19e Championnats méditerranéens de karaté              | Izmir       | 3e       | Kata par équipes |
| 2011  | Jeux africains                                         | Maputo      | 2e       | Kata individuel  |
| 2011  | Jeux africains                                         | Maputo      | 1re      | Kata par équipes |
| 2011  | Jeux panarabes                                         | Doha        | 1re      | Kata individuel  |
| 2011  | Jeux panarabes                                         | Doha        | 2e       | Kata par équipes |
| 2012  | Championnats du monde universitaires                   | Bratislava  | 2e       | Kata par équipes |
| 2013  | Jeux de la solidarité islamique                        | Palembang   | 2e       | Kata par équipes |
| 2015  | Jeux africains                                         | Brazzaville | 1re      | Kata individuel  |
| 2015  | Jeux africains                                         | Brazzaville | 1re      | Kata par équipes |
| 2015  | championnat arabe de la police                         | Alger       | 1re      | Kata individuel  |
| 2017  | Championnats d'Afrique                                 | Yaoundé     | 1re      | Kata individuel  |
| 2017  | Championnats d'Afrique                                 | Yaoundé     | 1re      | Kata par équipes |
| 2019  | Championnats d'Afrique                                 | Gaborone    | 3e       | Kata individuel  |
| 2019  | Championnats d'Afrique                                 | Gaborone    | 2e       | Kata par équipes |
| 2019  | Jeux africains de plage                                | Sal         | 3e       | Kata individuel  |
| 2019  | Jeux africains de plage                                | Sal         | 2e       | Kata par équipes |
| 2019  | Jeux africains                                         | Rabat       | 3e       | Kata individuel  |
| 2019  | Jeux africains                                         | Rabat       | 3e       | Kata par équipes |
| 2020  | Championnats d'Afrique                                 | Tanger      | 1re      | Kata individuel  |
| 2020  | Championnats d'Afrique                                 | Tanger      | 1re      | Kata par équipes |
| 2021  | Championnats d'Afrique                                 | Caire       | 2e       | Kata individuel  |
| 2021  | Championnats d'Afrique                                 | Caire       | 2e       | Kata par équipes |
| 2022  | championnat du monde de karaté shotokan                | Tchéquie    | 1re      | Kata individuel  |